# 社会的法益
社会的法益（しゃかいてきほうえき）とは、刑法の概念、用語の一つであり、法益の帰属主体が社会であるものを指す。国家的法益が国家の統治機能を法益の帰属主体にするのに対し、社会的法益は専ら共同生活を帰属主体とする。

## 種類
社会的法益を保護するために規定されている犯罪のうち具体的なものとしては以下の通りである。

### 公共の平穏に対する罪
- 騒乱罪
- 放火及び失火の罪
- 出水及び水利に関する罪
- 往来妨害罪

### 公衆の健康に対する罪
- あへん煙に関する罪
- 飲料水に関する罪

### 取引の平穏に対する罪
- 通貨偽造罪（国家的法益の保護も兼ねる）
- 文書偽造罪（公文書については国家的法益も保護）
- 有価証券偽造罪
  - 支払用カード電磁的記録に関する罪
- 印章偽造罪

### 公序良俗に対する罪
- わいせつ、強制性交等及び重婚の罪
- 賭博及び富くじに関する罪
  - 常習賭博罪
- 礼拝所及び墳墓に関する罪
  - 死体損壊罪

## その他
なお、以下の犯罪については、従来は社会的法益を保護する規定と解されてきたが、プライバシー権など近年の人権意識の向上のため、個人的法益を保護する規定と解釈されるようになっている。
- 住居侵入罪
- 信書開封罪
- 秘密漏示罪
- 強制わいせつ罪